# Neoplatytaenia dichotoma
Neoplatytaenia dichotoma är en flockblommig växtart som först beskrevs av Pierre Edmond Boissier, och fick sitt nu gällande namn av Geld. Neoplatytaenia dichotoma ingår i släktet Neoplatytaenia och familjen flockblommiga växter. Inga underarter finns listade i Catalogue of Life.